# ErREMIXak
ErREMIXak es un disco de remezclas de Fermin Muguruza. Todas las canciones son remezclas de temas de Brigadistak Sound System, su primer álbum de estudio en solitario.
En principio, el álbum se editó en un principio acompañando a la revista musical Entzun!, pero después siguió los circuitos de distribución habituales.
El álbum incluía una pista de vídeo con el vídeo musical de «Urrun». En la contraportada aparecía una pegatina con la leyenda «No pagues más de 1.000 pts. Ne payez pas plus de 50 ff».

## Lista de canciones
| #  | Canción                         | Traducción                      | Intérprete    |
| 1. | «Urrun dub II»                  | «Lejos»                         | Mad Professor |
| 2. | «Hartu hitza»                   | «Tomar la palabra»              | Xaby Pery     |
| 3. | «Newroz 707»                    | «Newroz 707»                    | Mikel Abrego  |
| 4. | «Eguraldi lainotsua hiriburuan» | «Tiempo de bruma en la capital» | Spartak Dub   |
| 5. | «Oasiko erreginak»              | «La reina del oasis»            | Javi Pez      |
| 6. | «Ari du-hotza»                  | «Hace frío»                     | Kaki Arkarazo |
| 7. | «Nazio ibiltaria»               | «Nación andante»                | Da FØnëh      |

Todas las canciones compuestas por Fermin Muguruza excepto «Newroz 707» y «Nazio ibiltaria», compuestas por Iñigo Muguruza y Aztlan Underground, respectivamente.
Todas las letras son de Fermin excepto «Eguraldi lainotsua hiriburuan», que está basada en un poema de Joseba Sarrionandia.

## Personal

### «Urrun dub II»
(Con Radici Nel Cemento)
- Fermin Muguruza: voz.
- Vincenzo Carinzia: batería.
- Adriano Bono: guitarra.
- Giorgio Spriano: guitarra.
- Giulio Ferrante: bajo.
- Willy Tonna: teclados.
- Federico Re: percusión.
- Christian Simone: saxofón.
- Stefano Cecchi: trompeta.
- Francesco «Sandokan» Antonozzi: trombón.
- Picchio: voz.
- Castro X: voz.

### «Hartu hitza»
(Con Desorden Público)
- Fermin Muguruza: voz principal.
- Dan-Lee Sarmiento: batería y voz.
- Antonio Rojas: guitarra y voz.
- Emigdio Suárez: teclados.
- Oscacello «Magnífico» Alcaino: percusión.
- Caplib: bajo y voz.
- Horacio Blanco: guitarra y voz.
- José «Cheo» Romero: trombón.
- Kiko Núñez: saxo.
- José «Maesttro Cheo» Rodríguez: trompeta.
- Afrika: coros.
- Kattalin Habans: coros.

### «Newroz 707»
- Fermin Muguruza: voz principal.
- Iñigo Muguruza: bajo y guitarra.
- Mikel Abrego: batería.
- Oliver Zavala: trompeta.
- Jon Pantle: trombón.
- Angelo Moore «Fishbone»: saxofón y voz.
- Bayram: voz.
- Afrika: coros.

### «Eguraldi lainotsua hiriburuan»
(Con Spartak Dub)
- Fermin Muguruza: voz principal y guitarra.
- Spartak Dub (HB Prod, Master Wizard, MC. Loo Ranx, Big Up A. Ayahuasca, El Sotol Dub Posse): arreglos y programación.
- MC. Loo Ranx: voz.
- Give: trombón.
- Brice Toutoukpo: bajo.
- Hugues Schecroun: teclados.

### «Oasiko erreginak»
(Con Los Van Van y Amparanoia)
- Fermin Muguruza: voz principal y guitarra.
- Samuel Formell: batería y coros.
- Boris Luna: piano.
- Hugo Morejón: trombón.
- Dani Losada: trombón.
- La Timba Cubana: trombón.
- Jorge González: bajo.
- Alexis Ramírez: trompeta.
- Heber Méndez: teclados.
- Iñigo Muguruza: guitarra.
- Amparo Sánchez: voz invitada.

### «Ari du-hotza»
- Fermin Muguruza: voz principal y guitarra.
- Kaki Arkarazo: programaciones, arreglos y guitarra.
- Mikel Abrego: batería.
- Mikel Azpiroz: teclados.
- Stefano Cecchi: trompeta.
- Francesco «Sandokan» Antonozzi: trombón.
- Kattalin Habans: coros.

### «Nazio ibiltaria»
(Con Aztlan Underground)
- Fermin Muguruza: voz principal.
- Yaotl: voz.
- Bulldog: voz.
- Rudy Ramírez: batería.
- Chenek: percusiones.
- Joe: bajo.
- Bobby Ramírez: guitarra.
- Rodleen Getsic: voz invitada.

## Personal técnico
- Kaki Arkarazo: técnico de sonido en «Urrun dub II», «Newroz 707», «Ari du-hotza» y «Nazio ibiltaria».
- Gelson Briceño: técnico de sonido en «Hartu hitza».
- Christophe Robles: técnico de sonido en «Eguraldi lainotsua hiriburuan».
- Jerónimo Labrada y Eric Milanés: técnicos de sonido en «Oasiko erreginak»